# Puccinia scarlensis
Puccinia scarlensis ist eine Ständerpilzart aus der Ordnung der Rostpilze (Pucciniales). Der Pilz ist ein Endoparasit von Akeleien und Schillergräsern. Symptome des Befalls durch die Art sind gelbe Rostflecken und Pusteln auf den Blattoberflächen der Wirtspflanzen. Das Verbreitungsgebiet des Pilzes liegt in den Westalpen.

## Merkmale
Puccinia scarlensis ist mit bloßem Auge nur anhand der auf der Oberfläche des Wirtes hervortretenden Sporenlager zu erkennen. Sie wachsen in Nestern, die als gelbliche bis braune oder schwärzliche Flecken und Pusteln auf den Blattoberflächen erscheinen.
Das Myzel von Puccinia scarlensis wächst wie bei allen Puccinia-Arten interzellulär und bildet Saugfäden, die in das Speichergewebe des Wirtes wachsen. Ihre Pyknien sind honigfarben und wachsen blattoberseitig. Die Aecien der Art wachsen als Becherchen in Gruppen auf braunroten bis violetten Blattflecken. Sie besitzen abgeplattet kugelige Aecidiosporen von 13–25 × 14–23 µm, die außenseitig warzig sind. Die Uredien sind länglich und gelbbraun. Ihre Uredosporen sind kugelig bis leicht ellipsoid, 19–29 × 18–26 µm groß, fast hyalin und stachelig. Die Telien der Art wachsen blattunterseitig und schwarz. Die Teleutosporen sind zweizellig, zylindrisch bis kurzkeulig und 32–56 × 9–17 µm groß. Sie sind braun, ihre Stiele sind sehr kurz.

## Verbreitung
Puccinia scarlensis besitzt ein Verbreitungsgebiet, das die Schweizer Alpen umfasst.

## Ökologie
Die Wirtspflanzen von Puccinia scarlensis sind als Haplont Akeleien (Aquilegia spp.) sowie Schillergräser (Koeleria spp.) für den Dikaryonten. Der Pilz ernährt sich von den im Speichergewebe der Pflanzen vorhandenen Nährstoffen, seine Sporenlager brechen später durch die Blattoberfläche und setzen Sporen frei. Die Art verfügt über einen Entwicklungszyklus mit Pyknien, Uredien, Telien und Aecidien.